# Komitat Agram
Das Komitat Agram (kroatisch Zagrebačka županija, ungarisch Zágráb vármegye) war ein historisches Komitat im zu den Ländern der ungarischen Stefanskrone gehörenden Königreich Kroatien und Slawonien (ungarisch Horvát-Szlavónország) innerhalb der Habsburgermonarchie zur Zeit Österreich-Ungarns. Es wurde ursprünglich zu Beginn des 13. Jahrhunderts (1201) gegründet. Der Komitatssitz war in Zagreb (ungarisch Zágráb). Das Komitat umfasste eine Fläche von 7.212 km². Der Volkszählung von 1910 zufolge hatte das Komitat 594.052 Einwohner.

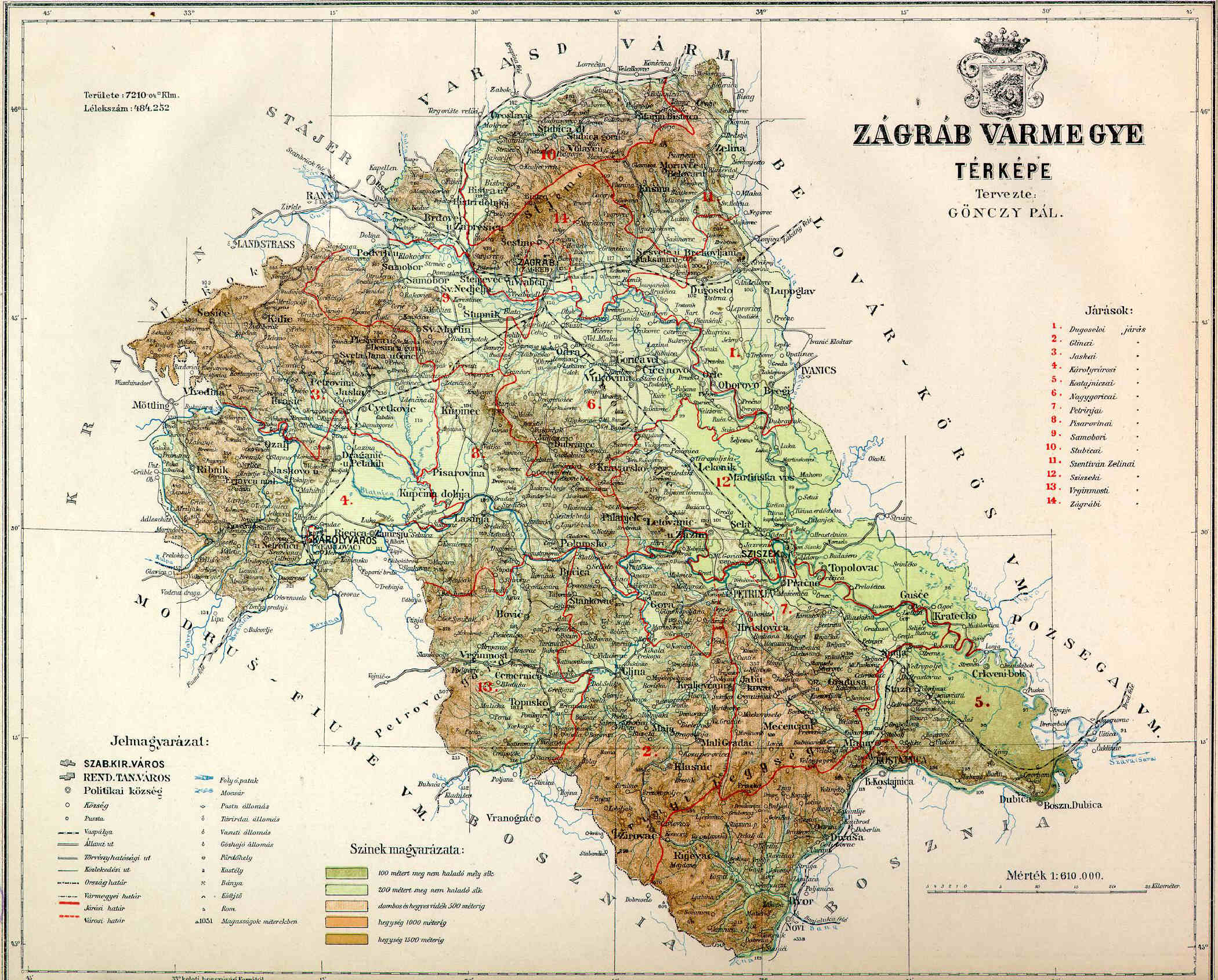
Landkarte des Komitats Zagreb um 1890

## Bezirksunterteilung
Das Komitat bestand im frühen 20. Jahrhundert aus folgenden Stuhlbezirken (nach dem Namen des Verwaltungssitzes benannt):
| Stuhlbezirke (járások)                        | Stuhlbezirke (járások)                                        |
| Stuhlbezirk                                   | Verwaltungssitz                                               |
| --------------------------------------------- | ------------------------------------------------------------- |
| Dugo Selo                                     | Dugo Selo                                                     |
| Dvor                                          | Dvor                                                          |
| Glina                                         | Glina                                                         |
| Jastrebarsko (ungarisch Jaska)                | Jastrebarsko (ungarisch Jaska)                                |
| Karlovac (ungarisch Károlyváros)              | Karlovac (ungarisch Károlyváros)                              |
| Kostajnica (ungarisch Kosztajnica)            | Kostajnica (ungarisch Kosztajnica), heute Hrvatska Kostajnica |
| Velika Gorica (ungarisch Nagygorica)          | Velika Gorica (ungarisch Nagygorica)                          |
| Petrinja                                      | Petrinja                                                      |
| Pisarovina                                    | Pisarovina                                                    |
| Samobor                                       | Samobor                                                       |
| Stubica                                       | Donja Stubica                                                 |
| Sveti Ivan Zelina (ungarisch Szentivánzelina) | Sveti Ivan Zelina (ungarisch Szentivánzelina)                 |
| Sisak (ungarisch Sziszek)                     | Sisak (ungarisch Sziszek)                                     |
| Topusko                                       | Topusko                                                       |
| Zagreb (ungarisch Zágráb)                     | Zagreb (ungarisch Zágráb)                                     |
| Stadtkreis (törvényhatósági jogú város)       |                                                               |
| Zagreb (ungarisch Zágráb)                     |                                                               |
| Stadtbezirke (rendezett tanácsú városok)      |                                                               |
| Karlovac (ungarisch Károlyváros)              |                                                               |
| Petrinja                                      |                                                               |
| Sisak (ungarisch Sziszek)                     |                                                               |

## Heutige Zugehörigkeit
In der derzeitigen Verwaltungsgliederung der Republik Kroatien befinden sich heute auf demselben Gebiet in etwa die Stadt Zagreb sowie die Gespanschaften Zagreb und Sisak-Moslavina.